# Orveanîțea, Dubrovîțea
Orveanîțea (în ucraineană Орв'яниця) este un sat în comuna Solomiivka din raionul Dubrovîțea, regiunea Rivne, Ucraina.

## Demografie
Componența lingvistică a localității Orveanîțea
     Ucraineană (99,35%)
     Alte limbi (0,4%)
Conform recensământului din 2001, majoritatea populației localității Orveanîțea era vorbitoare de ucraineană (99,35%), existând în minoritate și vorbitori de alte limbi.